# Emmanuel Le Roy Ladurie
Emmanuel Le Roy Ladurie, född 19 juli 1929 i Les Moutiers-en-Cinglais i Calvados, död 22 november 2023 på samma plats, var en fransk historiker, professor vid Collège de France i Paris.
Han tillhör en grupp historiker som sedan Marc Blochs och Lucien Febvres dagar kallats "de nya historikerna". Som strukturalist utropade han att han i demografin funnit historiens motsvarighet till Lévi-Strauss mytem: demografin var den minsta enhet, den nollpunkt, kring vilket en förklarande helhet av historia kunde byggas upp. Hans monografi om byn Montaillou blev en bestseller i Frankrike och den säsongens stora litterära händelse. Den väckte nästan lika stor uppmärksamhet i Storbritannien och Tyskland. Montaillou, village occitan de 1294 à 1324 (1975) kritiseras dock ofta för att vara en lokalstudie, där författaren inte har haft någon ambition att göra den till annat än en lokalstudie.